# Oleria enania
Espèce
Oleria enania est une espèce d'insectes lépidoptères, un papillon diurne appartenant à la famille des Nymphalidae, sous-famille des Danainae, à la tribu des Ithomiini, sous-tribu des Oleriina et au genre Oleria.

## Dénomination
Oleria enania a été décrit par Richard Haensch en 1909.

### Sous-espèces
- Oleria enania enania ; présent au Pérou.
- Oleria enania itacoaiensis d'Almeida, 1964 ; présent au Brésil.
- Oleria enania ssp. ; présent au Pérou.
- Oleria enania ssp. ; présent au Pérou[1].

### Nom vernaculaire
Oleria enania se nomme Enania Glasswing en anglais.

## Description
Oleria enania est un papillon à corps fin, aux ailes antérieures à bord interne concave.
Les ailes sont transparentes finement veinées de foncé, bordées de marron et les ailes antérieures sont barrées de deux lignes marron partant du bord costal et les séparant en trois grandes plages.

## Biologie

### Plantes hôtes
Les plantes hôtes de sa chenille sont des Solanaceae.

## Écologie et distribution
Oleria enania est présent au Brésil et au Pérou,.

### Biotope
Oleria enania réside dans la forêt tropicale humide entre 200 m et 800 m d'altitude.

### Protection
Pas de statut de protection particulier.